# Henk Schouten
Henk Schouten (Rotterdam, 1932. április 16. – 2018. április 18.) válogatott holland labdarúgó, középpályás.

## Pályafutása

### Klubcsapatban
Az SBV Excelsior korosztályos csapatában kezdte a labdarúgást, ahol 1950-ben mutatkozott be az első csapatban. Az 1954–55-ös idényben a Holland Sport csapatában szerepelt. 1955 és 1963 között a Feyenoord labdarúgója volt, ahol két bajnoki címet szerzett az együttessel. 1963 és 1967 között ismét az Excelsior játékosa volt.

### A válogatottban
1955 és 1961 között két alkalommal szerepelt a holland válogatottban.

## Sikerei, díjai
Feyenoord
- Holland bajnokság
  - bajnok (2): 1960–61, 1961–62